# جيمس كان
جيمس إدموند كان  (بالإنجليزية: James Caan)‏ ( 26 مارس 1940 - 6 يوليو 2022) هو ممثل أميركي. ومعروف بأدوار البطولة في أفلام كثيرة مثل العراب، بؤس وإل دورادو وأيضا في المسلسل الشهير لاس فيغاس.برز وهو يلعب دور سوني كورليوني في فيلم كوبولا العراب (1972) - وهو الأداء الذي أكسبه جائزة الأوسكار وترشيحات غولدن غلوب لأفضل ممثل مساعد. كرر دوره في العراب الجزء الثاني (1974). حصل على نجمة أفلام على ممشى المشاهير في هوليوود في عام 1978.

## قائمة الأفلام
- غيوم مع احتمال سقوط كرات اللحم 2 (2013)
- قزم (2003)
- العراب (1972)

## وصلات خارجية
- جيمس كان على موقع IMDb (الإنجليزية)
- جيمس كان على موقع الموسوعة البريطانية (الإنجليزية)
- جيمس كان على موقع روتن توميتوز (الإنجليزية)
- جيمس كان على موقع مونزينجر (الألمانية)
- جيمس كان على موقع ألو سيني (الفرنسية)
- جيمس كان على موقع ميوزك برينز (الإنجليزية)
- جيمس كان على موقع تيرنر كلاسيك موفيز (الإنجليزية)
- جيمس كان على موقع أول موفي (الإنجليزية)
- جيمس كان على موقع قاعدة بيانات الأفلام السويدية (السويدية)
- جيمس كان على موقع إن إن دي بي (الإنجليزية)